# Dukes (Familienname)
Dukes ist ein englischer Familienname.

## Namensträger
- Alan Dukes (* 1945), irischer Politiker
- Alvin Dukes (Bo Dukes; * 1961), US-amerikanischer Basketballspieler
- Clement Dukes (1845–1925), Mediziner, Beschreiber der „Vierten Krankheit“
- Cuthbert Dukes (1890–1977), britischer Pathologe
- David Dukes (1945–2000), US-amerikanischer Schauspieler
- Gordon Dukes (1888–1966), US-amerikanischer Stabhochspringer
- Jacob Fincham-Dukes (* 1997), britischer Leichtathlet
- Kahlil Dukes (* 1995), US-amerikanischer Basketballspieler
- Leopold Dukes (1810–1891), österreichischer Literaturhistoriker
- Pam Dukes (* 1964), US-amerikanische Leichtathletin
- Rob Dukes (* 1968), US-amerikanischer Sänger